# Aurelijus
Aurelijus ist ein litauischer männlicher Vorname, abgeleitet von Aurelius. Die weibliche Form ist Aurelija.

## Personen
- Aurelijus Gutauskas (* 1972), Strafrechtler und Kriminologe, Professor, Richter
- Aurelijus Skarbalius (* 1973), Fußballspieler und Trainer, Abwehrspieler
- Aurelijus Veryga (*  1976), Psychiater, Professor und Politiker, Seimas-Mitglied, Gesundheitsminister